# Måsknuv

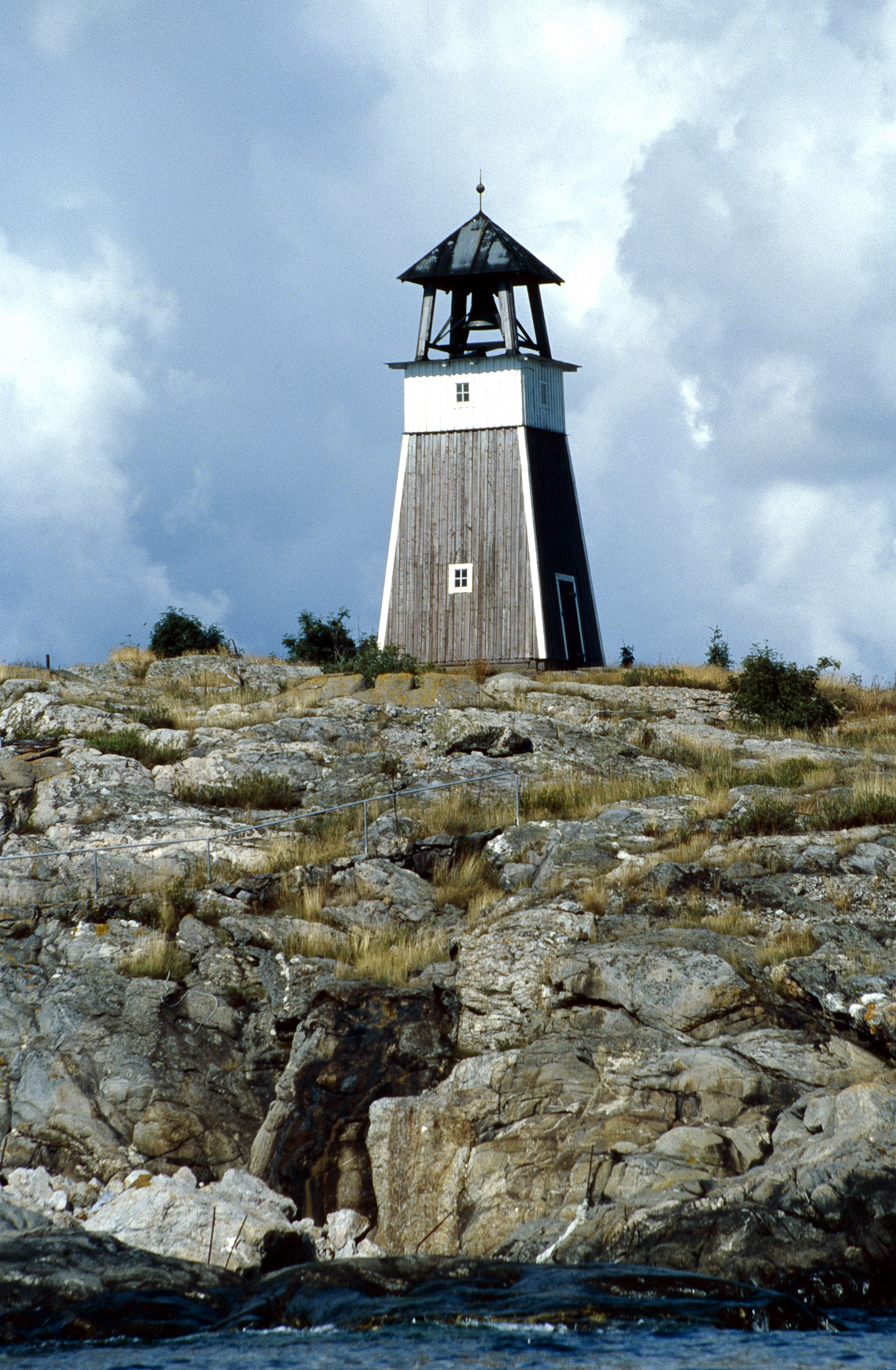
Klockstapeln på Måsknuv.

Måsknuv (tidigare även kallad Mellstens Måsknuv) är en holme och fyrplats ½ sjömil nordväst om Mällsten i Haninge kommun i farleden mellan Landsort och Älvsnabben. Den 3 juni 2004 blev fyrplatsen ett statligt byggnadsminne.

## Historia
Första gången som Måsknuv nämns i skrift är i farledsbeskrivningen Johan Månssons uplifwade aska av Jonas Hahn från 1748. Knuv är ett dialektalt ord som i skärgården och på Åland ungefär betyder uppstickande bergtopp och bergknalle.
År 1867 skrev lotsdirektören till Förvaltningen av sjöärendena om behovet av en ledfyr på Måsknuv, mellan Landsort och Älvsnabben. Motivet var bland annat den ökande trafiken nattetid i denna inomskärsfarled. Den första fyren på Måsknuv byggdes 1868 för att leda sjöfarten längst Landsortsleden in genom Danziger gatt. Själva fyren var en utbyggnad på fyrmästarbostadens sydvästra gavel. Det visade sig snart att skärets utsatta läge vållade problem vid kraftig sydlig vind. Vid ett antal tillfällen blåste skum från bränningarna in över huset och släckte både fyrlyktan och elden i spisen. 
På 1880-talet anlades en båthamn och bostadshuset kompletterades med bagarstuga, förrådsbod och avträde. Dessa byggnader och anläggningar är nu borta. Klocktornet för mistsignalering med urverk uppfördes överst på holmen år 1900. Klocktornet står på en gjuten betongbädd och har en kraftig dimensionerad regelstomme av trä samt träpanel. Klockan i tornet var tillverkad för och hade tidigare varit uppsatt på Pater Noster i Bohuslän. Klockan väger 621 kg och är tillverkad av Johan Beckman i Stockholm. Klockan var i drift ända in på 1970-talet och är idag den enda mistklockan i Sverige, som är bevarad i originalskick. Klockan bär en inskription av fyrens arkitekt Albert Theodor Gellerstedt;
| ” | Icke, som bygdens vänliga klocka, bjuder jag mödornas söner till andrum och ro; Icke som templets, till frid. Seglare, hör Du, i dimmorna villad mot farliga blindskär, ljud av min varning, vänd om, kämpa, vaka och bed! | „ |

År 1937 byggdes en ny AGA-fyr på Måsknuvs nordvästra udde och samtidigt fick mistklockan en ny kolsyredriven slagmekanism i stället för det ursprungliga, mekaniska urverket, som måste dras upp var 45:e minut. Därmed var fyrplatsen helt automatiserad och fyrvaktare Sjögren med familj förflyttades till Landsort. Den gamla fyren/fyrvaktarbostaden revs av militären på 1960-talet. Även hamnanläggningen, som byggdes 1931, har rasat.